# Joachim Heinrich Fintelmann
Joachim Heinrich Fintelmann (* Niendorf bei Lüneburg; † 11. oder 14. Dezember 1752 in Charlottenburg) war ein herrschaftlicher Gärtner bei der Familie von Bredow auf deren Gut in Senzke. Er gilt als Begründer der Hofgärtnerdynastie Fintelmann, die über Generationen in königlich-preußischen Diensten stand.

## Leben und Wirken

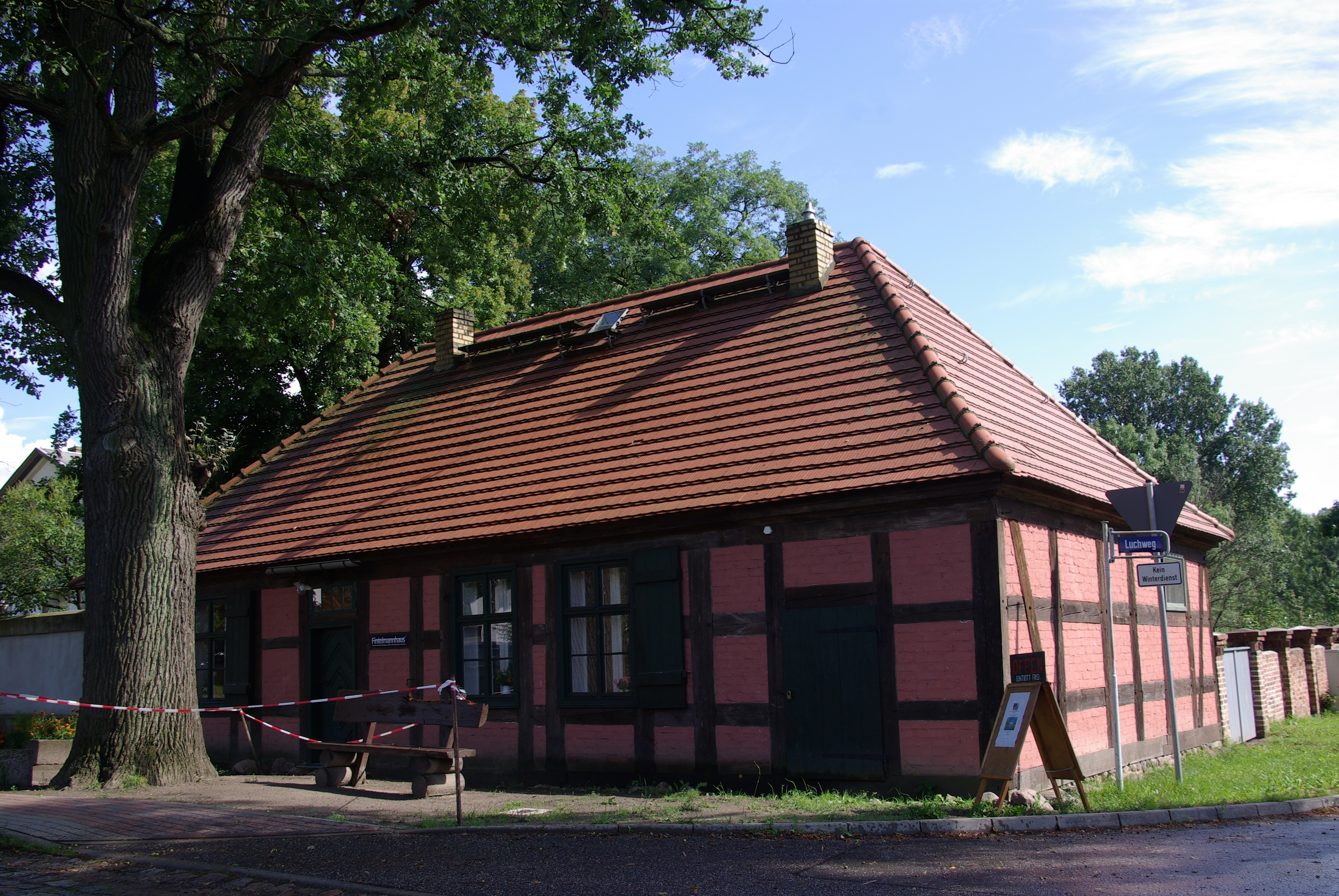
Fintelmannhaus in Senzke

Joachim Heinrich Fintelmann wurde in Niendorf auf dem Schulzen-Hof seines Großvaters Hans Niemann geboren. Dort hatte sein Vater Heinrich Fintelmann († 1733) um 1687 eingeheiratet und das an den Hof gebundene Amt des Schulzen übernommen. Joachim Heinrich ließ sich zum Gärtner ausbilden und absolvierte seine Lehre von 1723 bis 1726 auf dem Besitz des früheren hannoverschen Ministers Andreas Gottlieb von Bernstorff im nahegelegenen Gartow.
Nach der Ausbildung zog Fintelmann 1727 in die Mark Brandenburg, wo er die Stelle des Gärtners bei der Familie von Bredow auf deren Gut in Senzke erhielt. Über das Aussehen des Gartens, den Joachim Heinrich Fintelmann pflegte oder anlegte, ist nichts überliefert, […]. Es ist aber nicht auszuschließen, dass das Anwesen wie eine Ornamental Farm gestaltet worden war, mit barockem Ziergarten sowie wirtschaftlich genutzten Flächen und besonders als Baumschule florierte. Sein Wohnhaus, das auch Fintelmannhaus genannt wird, dient im 21. Jahrhundert als Museum.
Nach dem Tod des Gutsherrn Kaspar Friedrich von Bredow (1680–1739) führte dessen Witwe Ölgard Dorothea († 1745) den Gutsbetrieb weiter. Als Friedrich II. nach der Thronbesteigung den Garten des Schlosses Charlottenburg instand setzen ließ, lieferte sie 1742 aus Senzke zwei vierspännige Fuhren Buchsbaum nach Charlottenburg. Fintelmann bekam vermutlich bei dieser Lieferung Kontakt zu dem dort amtierenden Hofgärtner Joachim Arndt Saltzmann und eine Anstellung im Schlossgarten. Wann er Senzke verließ und mit seiner Familie nach Charlottenburg übersiedelte, ist nicht bekannt. Fintelmann besaß jedoch schon Grundbesitz, als er am 23. März 1749 die Bürgerrechte erhielt.

## Familie
Während seiner Tätigkeit in Senzke heiratete Fintelmann am 17. Juni 1733 Anna Catharina Hoffmann (* 1695). Von seinen zwei Kindern starb die Tochter Johanna Dorothea Catharina bereits drei Wochen nach der Geburt. Der 1738 geborene Sohn Carl Friedrich erlernte wie sein Vater den Gärtnerberuf und wurde Hofgärtner im Küchengarten des Schlosses Charlottenburg.